# Rowley (Iowa)
Rowley és una població dels Estats Units a l'estat d'Iowa. Segons el cens del 2000 tenia 290 habitants.

## Demografia
Segons el cens del 2000, Rowley tenia 290 habitants, 111 habitatges, i 85 famílies. La densitat de població era de 311 habitants/km².
Dels 111 habitatges en un 36% hi vivien nens de menys de 18 anys, en un 71,2% hi vivien parelles casades, en un 4,5% dones solteres, i en un 23,4% no eren unitats familiars. En el 21,6% dels habitatges hi vivien persones soles el 12,6% de les quals corresponia a persones de 65 anys o més que vivien soles. El nombre mitjà de persones vivint en cada habitatge era de 2,61 i el nombre mitjà de persones que vivien en cada família era de 3,06.
Per edats la població es repartia de la següent manera: un 26,6% tenia menys de 18 anys, un 7,2% entre 18 i 24, un 28,3% entre 25 i 44, un 22,1% de 45 a 60 i un 15,9% 65 anys o més.
L'edat mediana era de 40 anys. Per cada 100 dones de 18 o més anys hi havia 91,9 homes.
La renda mediana per habitatge era de 36.563 $ i la renda mediana per família de 41.875 $. Els homes tenien una renda mediana de 35.625 $ mentre que les dones 24.375 $. La renda per capita de la població era de 17.315 $. Entorn del 6% de les famílies i el 7,1% de la població estaven per davall del llindar de pobresa.

## Poblacions més properes
El següent diagrama mostra les poblacions més properes.